# Estudi Nacional de la Infància

Logotip

L'Estudi Nacional de la Infància (National Children's Study) és un projecte que fa un seguiment de més de 100.000 nens als Estats Units, des d'abans de néixer fins als 21 anys, amb la finalitat de determinar la influència de diversos factors ambientals amb relació a la seva salut i desenvolupament.
L'estudi defineix els factors ambientals en un sentit ampli, i pren una sèrie de qüestions en consideració, incloent-hi les següents:
- Factors ambientals naturals i creats per l'home
- Factors químics i biològics
- Entorn físic
- Factors socials
- Influències de comportament y resultats
- Genètica
- Influències familiars i culturals
- Localitzacions geogràfiques

Els investigadors analitzaran com interaccionen aquests elements entre si i quins efectes poden tenir sobre la salut infantil.
Estudiant els nens a través de les diferent fases de creixement i desenvolupament, els investigadors podran comprendre millor el paper d'aquests factors ambientals sobre la salut i la malaltia. L'estudi també permetrà trobar les diferències que hi ha entre grups diferents, en termes de la seva salut, accés als serveis sanitaris, ocurrència de malalties, i altres qüestions, per tal que les diferències i disparitats puguin ser corregides.
L'Estudi Nacional dels Infants serà un dels esforços d'investigació més rics dirigits a l'estudi de la salut i desenvolupament infantils i constituirà la base de guia per intervencions i politiques per futures generacions. Els resultats de l'Estudi es publicaran a mesura que les investigacions progressin, donant a conèixer els beneficis potencials tan aviat com estiguin disponibles.
L'Estudi Nacional dels Infants és dirigit per un consorci de socis federals: El Departament Americà de Salut i Serveis Humans (incloent-hi l'Institut Nacional de Salut Infantil i Desenvolupament Humà Eunice Kennedy Schriver), l'Institut Nacional de les Ciències de Salut Ambiental, Els Centres pel Control i Prevenció de malalties i el Departament Americà de Protecció Ambiental. El director és el Dr. Steven Hirschfeld.